# David Vitter
David Bruce Vitter (New Orleans, 3 maggio 1961) è un politico statunitense, senatore per lo stato della Louisiana dal 2005 al 2017 e in precedenza membro della Camera dei Rappresentanti per lo stesso stato dal 1999 al 2005.

## Biografia
Dopo aver ricevuto dei bachelor dall'Università di Harvard e dall'Università di Oxford, Vitter si laureò in legge nel 1988. Prima di entrare in politica esercitò la professione di avvocato e insegnò alla Loyola University New Orleans.
Dal 1992 al 1999 fu membro della Camera dei Rappresentanti della Louisiana, finché non fu eletto alla Camera dei Rappresentanti nazionale, in un'elezione speciale per decretare il successore del dimissionario Bob Livingston.
Nel 2002 Vitter pianificò la campagna elettorale per governatore, ma fu costretto a ritirarsi in seguito a uno scandalo di natura sessuale.
Due anni dopo si candidò per il Senato e vinse le elezioni. Nel 2010 fu poi rieletto per un secondo mandato.
Nel 2015 si candida a governatore della Louisiana ma viene sconfitto dall'avversario democratico John Bel Edwards.
Di ideologia fortemente conservatrice, Vitter ha spesso esposto le proprie opinioni contrarie ai matrimoni gay, all'aborto, al controllo delle armi, al gioco d'azzardo e al sesso prematrimoniale.
La carriera politica di Vitter è stata spesso ostacolata dalle accuse secondo cui avrebbe avuto svariati rapporti con delle prostitute. Egli ha sempre cercato di mantenere privata la questione, ma ha ammesso la sua implicazione nei fatti di cui era stato accusato e si è scusato con sua moglie per gli sbagli commessi.